# Jussi Tupamäki
Jussi Tupamäki (Pori, 30 novembre 1977) è un allenatore di hockey su ghiaccio ed ex hockeista su ghiaccio finlandese.

## Carriera
Tupamäki ha iniziato ad allenare nel 2001 squadre femminili: fu assistente allenatore prima (2000-2004) e head coach poi (2004-2005) dell'JyHC (nell'ultima stagione divenuto Cats Jyväskylä), nella massima serie finlandese, la Naisten SM-Sarja.
Tra il 2005 ed il 2014 ha guidato i settori giovanili di diverse squadre maschili (Titaanit, JYP, SaiPa).
Nella stagione 2014-2015 ebbe il suo primo incarico di head coach di una prima squadra maschile, il KeuPA HT nella Mestis; a questo ruolo affiancò anche quello di selezionatore dell'Estonia, che ricopre tuttora (2023).
Nelle due stagioni successive si occupò anche delle selezioni giovanili estoni, allenando anche la selezione giovanile che prendeva parte al massimo campionato.
È tornato ad allenare un club nella stagione 2017-2018, quando fu head coach del EHC Bregenzerwald in Alps Hockey League, entrando anche a fare parte dello staff del Dornbirner Eishockey Club in EBEL. Questi ultimi lo chiamarono a ricoprire il ruolo di head coach nell'estate 2019, ma già il 31 ottobre dello stesso anno venne esonerato (al suo posto venne chiamato Kai Suikkanen).
Nella stagione 2020-2021 tornò allo JYP, come assistente allenatore, mentre in quella successiva fu capo allenatore dei polacchi del KH Torun.
Nel giugno 2022 fece ritorno in Alps Hockey League, alla guida del Vipiteno, ma l'esperienza con gli altoatesini durò pochi mesi: a novembre le parti risolsero il contratto e Tupamäki venne sostituito da Jiří Veber.